# Park Gyu-ri
Đây là một tên người Triều Tiên, họ là Park.
Park Gyu-ri (sinh ngày 21 tháng 5 năm 1988, tại Seoul, Hàn Quốc) là một nữ ca sĩ và diễn viên người Hàn Quốc. Cô từng là trưởng nhóm của nhóm nhạc nữ Kara trực thuộc DSP Media. Cô đã ra mắt vào năm 2007.

## Tiểu sử
Gyuri sinh ra tại Seoul, Hàn Quốc và là con một trong gia đình. Mẹ cô là chuyên viên lồng tiếng phim, Park Sohyun. Bà cũng đã từng tham gia chương trình Star Junior cùng với con gái mình.
Trược khi ra mắt với vai trò ca sĩ, cô từng là diễn viên nhí. Vai diễn dầu tiên trong "Today is a Nice Day" năm 1995 cùng với diễn viên Kang Ho Dong. Sau đó cô đóng vai của Kim Jung Eun lúc nhỏ trong phim truyền hình "Chốn hậu cung" năm 2001. Cô thường được các khán giả hâm mộ trong và ngoài nước gọi là 'Nữ thần' nhờ vẻ ngoài thu hút và tươi sáng của cô.

## Kara

### Hát đơn
- "Hon Kyungmin" - Day After (Duet. Bak Gyu-ri)
- Look only at you (City Hunter OST)
- My love (ft Kang Ji-young [KARA]) (Daemul OST)
- I love you more than my soul (Good day OST)
- Indecisive (ft Cho Hyun-young [Rainbow]) (Love is elsewhere OST)